# Alucita agapeta
Alucita agapeta là một loài bướm đêm thuộc họ Alucitidae. Nó được tìm thấy ở Úc.